# Euophrys rufimana
Euophrys rufimana är en spindelart som först beskrevs av Simon 1875.  Euophrys rufimana ingår i släktet Euophrys och familjen hoppspindlar. Inga underarter finns listade i Catalogue of Life.